# Camí de Tantinyà

El Camí de Tantinyà, respecte de Granera

El Camí de Tantinyà és una pista rural del terme municipal de Granera, a la comarca del Moianès.
El camí arrenca del Camí del Salamó a llevant de la masia de l'Óssol, del Camí del Salamó just quan aquest camí està a punt de travessar el torrent del Salamó. El Camí de Tantinyà s'enfila cap al nord-est, i en uns 700 metres s'enfila fins a la masia de Tantinyà.